# Repubblica di Lettonia (1919-1940)
La Repubblica di Lettonia (in lettone: Latvijas Republika) è lo Stato che esistette in Lettonia dal 1919 al 1940: lo stato indipendente era situato nel Nord Europa sulle rive del Mar Baltico e subentrò agli effimeri Ducato di Curlandia e Semigallia e Ducato Baltico Unito dopo la sconfitta dell'Impero tedesco nella prima guerra mondiale nel 1918 e la precedente Rivoluzione russa nel 1917, che ingenerarono l'indipendenza della Lettonia. Proclamata il 7 dicembre 1918 e formalmente riconosciuta con il trattato di Riga dell'agosto 1920, la repubblica durò per tutto il periodo interbellico fino alla sua invasione e occupazione da parte dell'Unione Sovietica durante la seconda guerra mondiale, la quale ne sancì la scomparsa come Stato sovrano: a subentrare fu la Repubblica Socialista Sovietica Lettone.
In termini politici, la Lettonia risultò una democrazia parlamentare durante gli anni 1920 e la prima metà degli anni 1930; il partito di centro-sinistra socialdemocratico dei lavoratori e l'Unione degli agricoltori lettoni di centro-destra, guidata da Kārlis Ulmanis furono le principali formazioni politiche a contendersi il governo nel periodo democratico. Durante la maggior parte del periodo repubblicano, il Partito Comunista di Lettonia era bandito, sebbene fosse solito candidarsi alle elezioni sotto altre liste, tutte via via eliminate dopo le elezioni. Nel maggio 1934, Kārlis Ulmanis ideò e realizzò un colpo di Stato non violento con cui istituì un regime autoritario. Tutti i partiti politici andarono incontro alla soppressione, la stampa alla censura e si introdusse la legge marziale. Ulmanis assorbì vari poteri nella sua figura, diventando di fatto un dittatore.
Poco prima dello scoppio del conflitto globale, come gli altri Stati baltici, la Lettonia si sentiva minacciata da una possibile invasione, sia dalla Germania nazista sia dall'Unione Sovietica, ragion per cui il regime di Ulmanis iniziò a sottoscrivere patti con entrambi paesi: malgrado lo scopo fosse quello di mantenere rapporti pacifici, la sovranità lettone finì di fatto per assottigliarsi. A seguito dell'ultimatum emesso alla Lituania nel giugno 1940, il governo lettone accettò l'idea che l'occupazione fosse inevitabile. Il 17 giugno 1940, l'Armata Rossa fece il suo ingresso sul suolo lettone senza incontrare alcuna resistenza armata; a luglio si tennero poi delle elezioni palesemente truccate finalizzate a eleggere un nuovo organo legislativo di stampo comunista, l'Assemblea del popolo, che il 21 luglio proclamò l'instaurazione della "Repubblica Socialista Sovietica Lettone". Il 5 agosto, il governo sovietico accettò la "proposta" della Lettonia di diventare una repubblica dell'Unione. A seguito della parentesi nazista (1941-1944), la Lettonia fu raggiunta una seconda volta dalle truppe sovietiche e incorporata alla fine della guerra. L'indipendenza della Lettonia, insieme a quella degli altri paesi baltici, non sarebbe stata effettivamente ripristinata se non nel 1990, anno in cui il processo di dissoluzione dell'Unione Sovietica era in corso.

## Storia

### Antefatti

#### Indipendenza durante la prima guerra mondiale
La prima guerra mondiale coinvolse direttamente i lettoni e il territorio lettone e portò all'idea di dare vita a uno Stato sovrano. Durante l'estate del 1915, l'esercito imperiale tedesco conquistò la costa livoniana e la Semgallia, provocando un esodo dei lettoni dalle due aree. I politici locali acquisirono un certo grado di esperienza nell'organizzazione degli aiuti ai rifugiati e nella vita culturale: contesi tra tedeschi e russi, i fucilieri lettoni (latviešu strēlnieki) combatterono dalla parte russa durante il conflitto e cominciarono a nutrire un senso di rigetto nei confronti dello Zarato. Durante la guerra civile russa, un gruppo noto come i fucilieri rossi prese le parti dei bolscevichi: al contempo, la Germania e i tedeschi del Baltico progettarono di annettere al loro impero le ex terre di Livonia ed Estonia. Durante le caotiche fasi della Rivoluzione di febbraio e quella di ottobre, vi furono vari tentativi per stabilire uno Stato in Lettonia, non necessariamente indipendente. La maggior parte dei lettoni auspicava infatti di diventare dopo il febbraio del 1917 uno stato federato nella nazione russa (il motto comune era "Libera Lettonia in libera Russia"). Il 12 e il 13 marzo 1917 si tenne a Valmiera il congresso della regione di Vidzeme, da cui nacque un comitato provvisorio. La Curlandia fu occupata dai tedeschi, favorevoli alla costituzione del Ducato di Curlandia e Semigallia, uno Stato fantoccio.
Il 5 luglio 1917, il governo provvisorio russo riconobbe i consigli eletti nella zona occidentale del paese e in Curlandia. Incoraggiati dal liberalismo del governo provvisorio, i lettoni avanzarono proposte che prevedevano un'ampia autonomia locale: il 12 agosto 1917, le organizzazioni lettoni presentarono una petizione congiunta al governo provvisorio per l'autonomia e l'autodeterminazione. Durante un incontro tenutosi l'11 e il 12 agosto a Riga, i socialdemocratici di sinistra, fortemente influenzati dai bolscevichi, istituirono un governo chiamato Iskolat: dopo che la città fu occupata dai tedeschi, il 3 settembre 1917 la Iskolat si spostò a Vidzeme, dove assunse i poteri esecutivi. La cosiddetta Repubblica di Iskolat esistette dal 21 novembre 1917 al 3 marzo 1918, evacuando prima a Cēsis e poi a Valka, prima di essere sciolta nel marzo 1918 dopo la conclusione del Trattato di Brest-Litovsk, con cui la Lettonia (tranne la Letgallia) passava alla Germania.
Dopo la riunione preliminare del 14 settembre 1917, il successivo 23 settembre, nella Riga occupata, le maggiori formazioni politiche locali crearono un blocco democratico, il quale presentò una petizione all'Ober Ost per il ripristino del consiglio comunale eletto di Riga, la riapertura delle scuole e la libertà di stampa. I socialdemocratici lettoni appartenenti al blocco sfruttarono i contatti di lunga data con il Partito socialdemocratico tedesco per esercitare pressioni dirette sui politici a Berlino. Il 19 ottobre 1918, i rappresentanti del blocco democratico presentarono una petizione al cancelliere imperiale tedesco, il principe Massimiliano di Baden, in cui chiedevano l'allontanamento delle forze di occupazione, il rilascio dei prigionieri di guerra e il riconoscimento di uno stato indipendente, la Lettonia.
Nell'ottobre del 1917, i politici centristi si incontrarono a Pietrogrado e decisero di creare un Consiglio unito di tutti i partiti lettoni, organizzazioni di sostegno ai rifugiati e comitati di soldati. Il 2 dicembre 1917 questo dichiarò l'autonomia della Lettonia e si autoproclamò l'unico organo rappresentativo dei lettoni. Il consiglio annunciò tre obiettivi principali: la convocazione di un'Assemblea costituente, la creazione di autonomia politica e l'unificazione di tutte le terre etniche lettoni abitate. Fu inviata una delegazione nei paesi alleati per ottenere il loro sostegno per l'indipendenza della Lettonia. Il consiglio operò mentre i bolscevichi controllavano ancora l'Iskolat nella piccola città di Valka, al confine tra le terre etniche estoni e lettoni, restando per un paio di mesi la capitale virtuale dei lettoni.
Il 5 gennaio 1918, durante l'unica riunione democraticamente eletta dell'Assemblea costituente della Russia, poi abolita dai bolscevichi, il parlamentare lettone Jānis Goldmanis, l'ideatore nel 1915 della creazione di unità fuciliere lettoni, lesse la dichiarazione di secessione della Lettonia dalla Russia. Nella seconda riunione, tenutasi a Pietrogrado, il Consiglio nazionale lettone il 30 gennaio 1918 dichiarò che la Lettonia sarebbe diventata una repubblica democratica e indipendente e che avrebbe dovuto includere la Semgallia, Vidzeme e la Letgallia: solo le prime due passarono alla Lettonia dopo il trattato di Brest-Litovsk nel 1918. L'11 novembre 1918, l'Impero britannico riconobbe il Consiglio nazionale lettone come governo di fatto, confermando una precedente comunicazione verbale del 23 ottobre a Zigfrīds Anna Meierovics da parte del ministro degli esteri britannico, Arthur James Balfour.
Nell'ottobre 1918, il governo tedesco propose di sostituire l'amministrazione militare nel Baltico con un'autorità civile. La nuova politica è stata affermata in un telegramma del ministero degli esteri tedesco all'amministrazione militare baltica: "Il governo del Reich si esprime a favore di un cambiamento sostanziale della nostra politica nei confronti dei paesi baltici, cioè in primo luogo le relazioni con i popoli baltici". Il Partito socialdemocratico e il Blocco democratico furono unificati nel Consiglio dei Popoli della Lettonia (Tautas Padome) che il 17 novembre 1918 dichiarò l'indipendenza della Repubblica: Kārlis Ulmanis divenne primo ministro.

#### Guerra d'indipendenza
Il 1º dicembre 1918, la Russia sovietica invase la Lettonia con l'obiettivo di annetterla. Gran parte degli attaccanti apparteneva ai fucilieri rossi lettoni: l'offensiva sovietica incontrò poca resistenza entro poche settimane dal crollo dell'Impero tedesco e dalla proclamazione dell'indipendenza della Lettonia. A questo punto, il Partito socialdemocratico decise di lasciare il Consiglio del popolo e vi rientrò solo nell'aprile 1919. Il 17 dicembre 1918, il governo provvisorio dei lavoratori e dei contadini, guidato dal politico di sinistra veterano Pēteris Stučka, proclamò l'istituzione di un governo sovietico. Il 18 dicembre Lenin riconobbe ufficialmente la nuova Lettonia sovietica e il 3 gennaio 1919 Riga finì in mano ai sovietici.
Entro la fine di gennaio, il governo provvisorio e le restanti unità tedesche si ritirarono a Liepāja, ma poi l'offensiva rossa si arrestò lungo il fiume Venta. La Repubblica Socialista Sovietica Lettone venne ufficialmente proclamata il 13 gennaio con il sostegno politico, economico e militare della Russia sovietica. Stučka si concentrò sull'imposizione di un regime comunista radicale, eseguendo nazionalizzazioni, espropri ed esecuzioni di nemici dello Stato. Furono istituiti tribunali rivoluzionari che condannarono a morte circa 1 000 persone tra nobili tedeschi, religiosi, ricchi mercanti e contadini che si rifiutarono di consegnare il loro grano. A causa delle interruzioni dell'approvvigionamento alimentare, 8 590 abitanti di Riga morirono di fame.
Il 3 marzo 1919, le forze tedesche e lettoni iniziarono un contrattacco contro le forze della Lettonia sovietica. Il 16 aprile, la nobiltà baltica organizzò un colpo di Stato a Liepāja e fu istituito un governo fantoccio sotto la guida di Andrievs Niedra. Il governo nazionale provvisorio si rifugiò a bordo del piroscafo Saratov sotto la protezione britannica nel porto di Liepaja. Il 22 maggio 1919 Riga fu riconquistata dai Freikorps e il terrore bianco fu usato contro tutti i sospetti simpatizzanti sovietici. Allo stesso tempo, l'esercito estone, compresa la nrigata lettone settentrionale, fedele al governo Ulmanis, lanciò un'importante offensiva contro i sovietici nel nord della Lettonia. A metà giugno 1919 il regime sovietico dovette trasferire il suo governo in Letgallia.
Fu solo il 23 giugno 1919 che con la firma dell'armistizio di Strazdumuiža, i tedeschi lasciarono la Lettonia. Invece di partire, le forze tedesche si unirono però ai volontari della Russia occidentale: Il 5 ottobre, un'offensiva iniziò a Riga che coinvolse la riva occidentale del fiume Daugava: alla fine di novembre, grazie al supporto dell'artiglieria navale britannica, Riga fu liberata.
Il 3 gennaio 1920, le forze congiunte di Lettonia e Polonia lanciarono un attacco contro l'esercito sovietico in Letgallia e, dopo la battaglia di Daugavpils, la nazione poté definirsi libera dagli invasori.

### Organizzazione dello stato lettone (1918-1920)
Durante la Conferenza di pace di Parigi del 1919, il governo provvisorio della Lettonia aveva esercitato delle infruttuose pressioni per il riconoscimento internazionale de iure della sua indipendenza da parte dei paesi alleati, i quali si aspettavano la rapida scomparsa della RSFS Russa e l'istituzione di uno stato russo democratico che garantisse alla Lettonia un alto grado di autonomia. Anche la situazione interna era instabile, poiché nel 1919 tre diversi governi si alternarono per il controllo del territorio: secondo i diplomatici lettoni, durante questo periodo, gli Stati Uniti e la Francia erano contrari al riconoscimento della Lettonia, il Regno d'Italia e l'Impero giapponese erano favorevoli, mentre il Regno Unito offriva un sostegno limitato e attese che gli eventi proseguissero.
L'11 agosto 1920, in conformità con i contenuti del trattato di Riga, la Russia sovietica rinunciò alla sua autorità sul territorio lettone affermando: "La Russia riconosce, senza obiezioni, l'indipendenza e la sovranità dello Stato di Lettonia e rinuncia per sempre a tutte le rivendicazioni prima sostenute dalla Russia in relazione alla nazione e alla terra di Lettonia sulla base del regime legale dello Stato precedente, nonché ad eventuali accordi internazionali, che perdono la loro forza ed efficacia per tutto il tempo futuro come qui indicato. La nazione e la terra della Lettonia non avranno obblighi derivanti dalla propria precedente appartenenza alla Russia". Nel 1920, la Lettonia, la Lituania e l'Estonia tentarono di aderire alla Società delle Nazioni, trovando un secco rifiuto.
Quando la vittoria dei rossi nella guerra civile russa divenne evidente e dopo le pesanti pressioni del ministro degli esteri Zigfrīds Anna Meierovics, il Consiglio supremo di guerra alleato, il quale includeva Regno Unito, Francia, Belgio, Italia e Giappone, riconobbe la sovranità della Lettonia il 26 gennaio 1921. Il riconoscimento da parte di altri paesi giunse in maniera lenta: la Lettonia aderì alla Società delle Nazioni il 22 settembre 1921. Gli Stati Uniti riconobbero invece la Lettonia nel luglio 1922. Al tempo dell'invasione sovietica nel 1940, la Lettonia godeva del riconoscimento internazionale di 42 paesi.

### Assemblea costituente
Dopo che la Letgallia tornò in mano ai lettoni nel gennaio 1920, tra il 17 e il 18 aprile si tennero libere elezioni per nominare un'Assemblea costituente con il criterio della rappresentanza proporzionale. Mentre la popolazione diminuì di quasi un milione, da 2 555 000 a 1 596 000 nel 1920 (a Riga da 520 000 a 225 000), si contavano ben 50 liste di partiti e candidati in competizione per soli 150 seggi. Circa l'85% degli aventi diritto partecipò alle elezioni e 16 formazioni politiche ottennero almeno un seggio al parlamento. I socialdemocratici vinsero 57 seggi e costituivano il gruppo più numeroso, l'Unione lettone degli agricoltori riuscì a ottenerne 26, il partito dei contadini 17. Un simile modello di voto si rivelò instabile e presentò le stesse criticità di quello della Repubblica di Weimar in Germania: per varie legislature. un gran numero di partiti assolutamente frammentati prese parte a coalizioni sovente instabili. Sebbene il Partito socialdemocratico lettone fu il più votato in tutte le elezioni, restò sempre ai margini del governo (monopolizzando solo la presidenza legislativa), presieduto da conservatori o Unione di agricoltori. Tra il 1922 e il 1934, la Lettonia ebbe tredici governi, guidati da nove primi ministri, della durata media di un anno.

### Periodo democratico (1920-1934)

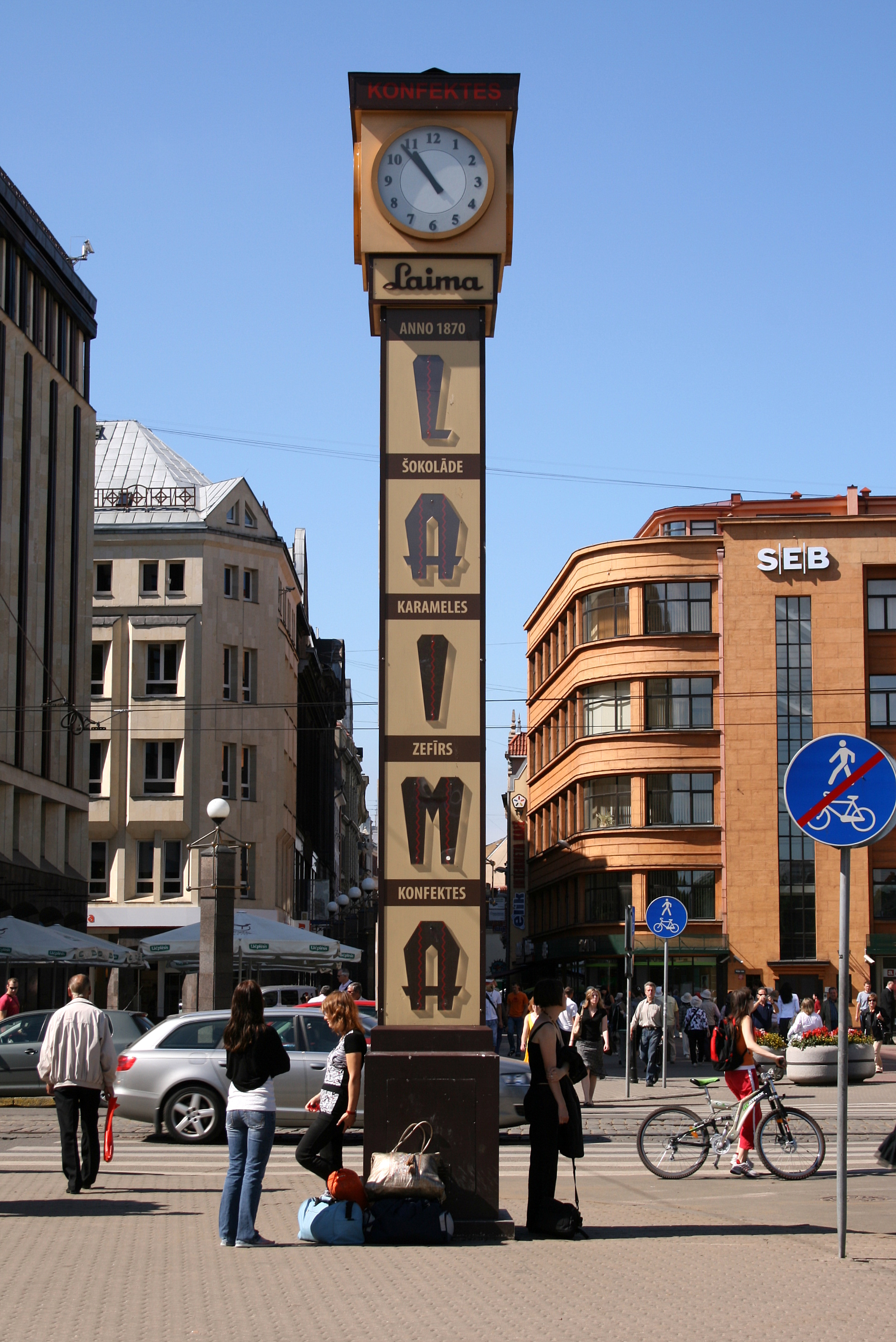
Orologio Laima, un popolare luogo di incontro a Riga realizzato nel periodo interbellico

Il 15 febbraio 1922 fu approvata la Costituzione della Repubblica di Lettonia e a giugno fu promulgata la nuova legge elettorale, che aprì la strada all'elezione del primo parlamento lettone, chiamato Saeima. Durante il periodo democratico, si svolsero quattro elezioni parlamentari per il Saeima: 1922, 1925, 1928 e 1931. Il colpo di Stato del 1934 avvenne poco prima di quelle che sarebbero state le quinte elezioni, poi annullate. Il sistema elettorale risultò come detto eccessivamente frammentario, essendo sufficiente ottenere 100 firme per iscrivere una lista. Nelle prime elezioni si presentarono 88 liste e nelle successive più di 100: il numero scese a 93 nel 1925 e a 46 nel 1931. Il voto disgiunto era consentito e fino al 1931 più di un terzo degli elettori (35%) lo esercitò. Il rifiuto dei socialdemocratici, formazione di maggioranza, a partecipare ai governi (tranne in due gabinetti di breve durata) comportò la presenza dell'Unione degli agricoltori di centro-destra e di una coalizione di partiti minori, poiché il Saeima era diviso tra molti partiti con solo pochi parlamentari. I socialdemocratici, divisi in due correnti interne, supportavano gli ideali dell'Internazionale Socialista, criticando il sistema capitalista esistente, evitando di usare la bandiera dello stato e cantare l'inno nazionale e impiegando invece la bandiera rossa e cantando L'Internazionale nei propri incontri. La loro popolarità diminuì sempre di più e nel quarto Saeima contavano solo 21 seggi.
Il Partito Comunista di Lettonia, ufficialmente illegale nelle elezioni del 1928, riuscì a ottenere 5 seggi nel sindacato di sinistra, poi bandito nel 1930. Nelle elezioni del 1931, i comunisti conquistarono 6 seggi come Gruppo dei sindacati dei lavoratori e dei contadini, ma ancora una volta furono estromessi nel 1933.
L'Unione degli agricoltori, secondo maggiore partito, assorbì nel corso degli anni varie piccole formazioni di cattolici e promotrici degli interessi del settore primario. Guidata da Kārlis Ulmanis, Zigfrīds Anna Meierovics e Hugo Celmiņš, la formazione incontrò una battuta d'arresto quando avvenne il colpo di Stato del 15 maggio 1934, poiché Ulmanis cercò di prevenire un'ulteriore perdita della sua influenza politica e del suo potere dopo le elezioni previste per ottobre di quell'anno.
Altre formazioni politiche presenti sullo scenario erano il Partito Democratico del Centro, guidato da Gustavs Zemgals, che rappresentava principalmente impiegati urbani, la borghesia e gli impiegati statali; l'Unione Nazionalista, guidata da Arveds Bergs, un partito nazionalista, antisovietico, di destra che attirava consensi specialmente nelle città; i partiti dell'estrema destra, mentre quelli di sinistra erano vietati, erano perlopiù indirizzati a politiche antisemite o a rappresentare categorie molto specifiche, quali latifondisti e ferrovieri. Non mancavano infine formazioni destinate a rappresentare aree geografiche specifiche, come la coalizione della Letgallia.
Un altro momento di partecipazione politica che coinvolse i lettoni nel periodo interbellico inerì ai referendum: se tennero quattro, tutti relativi a questioni che il nuovo Stato dovette affrontare, ovvero il trasferimento coattivo dei beni da una confessione religiosa a un'altra (1922), sulla cittadinanza (1927), una maggiore autonomia alla comunità dei tedeschi del Baltico (1931) e, infine, il 24-25 febbraio 1934, meno di tre mesi prima del colpo di Stato, sul reddito minimo e sulla revisione di alcune norme relative al diritto del lavoro.

### Colpo di Stato del 1934
Nell'aprile 1934, la Lettonia era l'unico dei tre stati baltici a preservare un sistema democratico. La Lituania e l'Estonia finirono in mano a regimi autoritari rispettivamente nel 1926 e nel marzo 1934. Sia a Kaunas che a Riga e a Tallinn i sistemi politici erano assai fragili e dominati dal multipartitismo e dall'instabilità governativa. Kārlis Ulmanis riprese la carica di primo ministro il 27 marzo 1934 e le elezioni successive, previste per ottobre, sembravano far trapelare una nuova situazione di stallo in virtù dei sondaggi.
Di fronte a questa prospettiva, tra la notte del 15 maggio e la mattina del 16 maggio 1934, Ulmanis, con il supporto del ministro della guerra Jānis Balodis e dell'organizzazione paramilitare Aizsargi, effettuò un autogolpe di Stato: tale avvenimento accadde senza che vi fossero spargimenti di sangue. I sostenitori di Ulmanis si preoccuparono di insediarsi nei principali uffici statali, dopodiché si procedette a sciogliere il Saeima, bandire tutti i partiti politici (inclusa l'Unione dei contadini), sospendere la costituzione e dichiarare la legge marziale.

### Dittatura di Ulmanis (1934-1940)

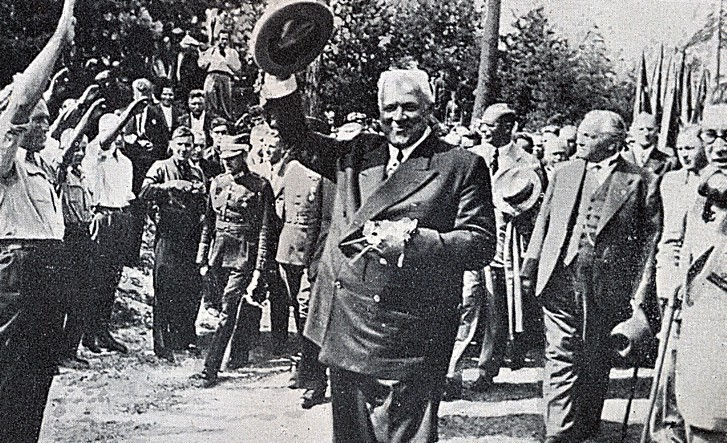
Il dittatore Kārlis Ulmanis saluta i suoi sostenitori durante una manifestazione nel 1934, subito dopo il colpo di Stato

Il presidente Alberts Kviesis, del partito Ulmanis, rassegnò le dimissioni con il colpo di Stato e terminò il suo mandato il 10 aprile 1936. Ulmanis assunse la carica di presidente e divenne ufficialmente noto come Valsts un Ministru Prezidents (Ministro e Presidente dello Stato), ma in genere nelle pubblicazioni veniva chiamato Tautas Vadonis (Capo della nazione) o semplicemente Vadonis (Capo). Ulmanis fu l'unico tra i dittatori europei dell'epoca che non creò un partito unico o un fronte politico che introdusse una nuova costituzione. Al contrario, Ulmanis procedette a statalizzare diversi ambiti, basandosi sui modelli corporativisti dei regimi autoritari di Konstantin Päts in Estonia e António de Oliveira Salazar in Portogallo. Il regime fece molto affidamento sull'autorità e sui culti della personalità di Ulmanis e Balodis come fondatori della Lettonia durante la Guerra d'indipendenza lettone, sostenendo anche di aver liberato la nazione dal caos multipartitico.
Molti funzionari e politici eletti (quasi esclusivamente del Partito socialdemocratico, nonché esponenti dell'estrema destra e della sinistra) furono arrestati, così come tutti i funzionari militari che si opposero al colpo di Stato. Le autorità arrestarono circa 2 000 socialdemocratici, tra cui la maggior parte dei deputati della precedente legislatura, nonché membri di varie organizzazioni di destra radicale come la Pērkonkrusts. In totale, 369 socialdemocratici, 95 membri della Pērkonkrusts, attivisti filo-nazisti tra i tedeschi del Baltico, più altri politici vennero internati in un campo di prigionia stabilito nel distretto di Karosta a Liepāja. Dopo che diversi accusati furono assolti dalle accuse dai tribunali, alcuni di essi decisero di recarsi all'estero; coloro che vennero incarcerati vi rimasero fino a quando non scontarono la pena.
Ulmanis era un nazionalista lettone, che sosteneva lo slogan "la Lettonia ai lettoni", precludendo dunque la possibilità a minoranze numerose come quella tedesca ed ebraica di partecipare alla vita politica. Non si verificarono restrizioni alle libertà personali come quelle riservate ad alcuni politici, ma i giornali e le organizzazioni culturali gestite dalle minoranze continuarono a esistere solo incontrando i rigidi limiti della censura. A livello ufficiale, Ulmanis sostenne che ogni comunità etnica in Lettonia avrebbe dovuto sviluppare una propria autentica cultura nazionale, tentando lentamente di assimilarla a quella lettone. Nella sostanza, Ulmanis si interessò in particolare ai lettoni e alla necessità di migliorare l'economia e potenziare la cultura lettone.
Si effettuarono delle politiche di "lettonizzazione" nel settore dell'istruzione e nel periodo interbellico il tasso di alfabetizzazione aumentò. Tuttavia, specialmente nella regione orientale della Lettonia, la Letgallia, l'istruzione è stata utilizzata attivamente come strumento per l'assimilazione culturale delle minoranze. Si realizzarono nuovi edifici scolastici e i bambini appartenenti alle minoranze andarono incontro a un processo di assimilazione iscrivendosi agli istituti frequentati dai lettoni. Nonostante il persistente autoritarismo, Ulmanis impedì che la violenza fisica fosse usata contro le minoranze etniche se poteva essere evitata. La repressione si concentrò, come detto, solo sugli oppositori politici, con il regime che trattò i sostenitori di estrema destra e sinistra con grande durezza.

### Occupazione sovietica e crollo della repubblica (1940)

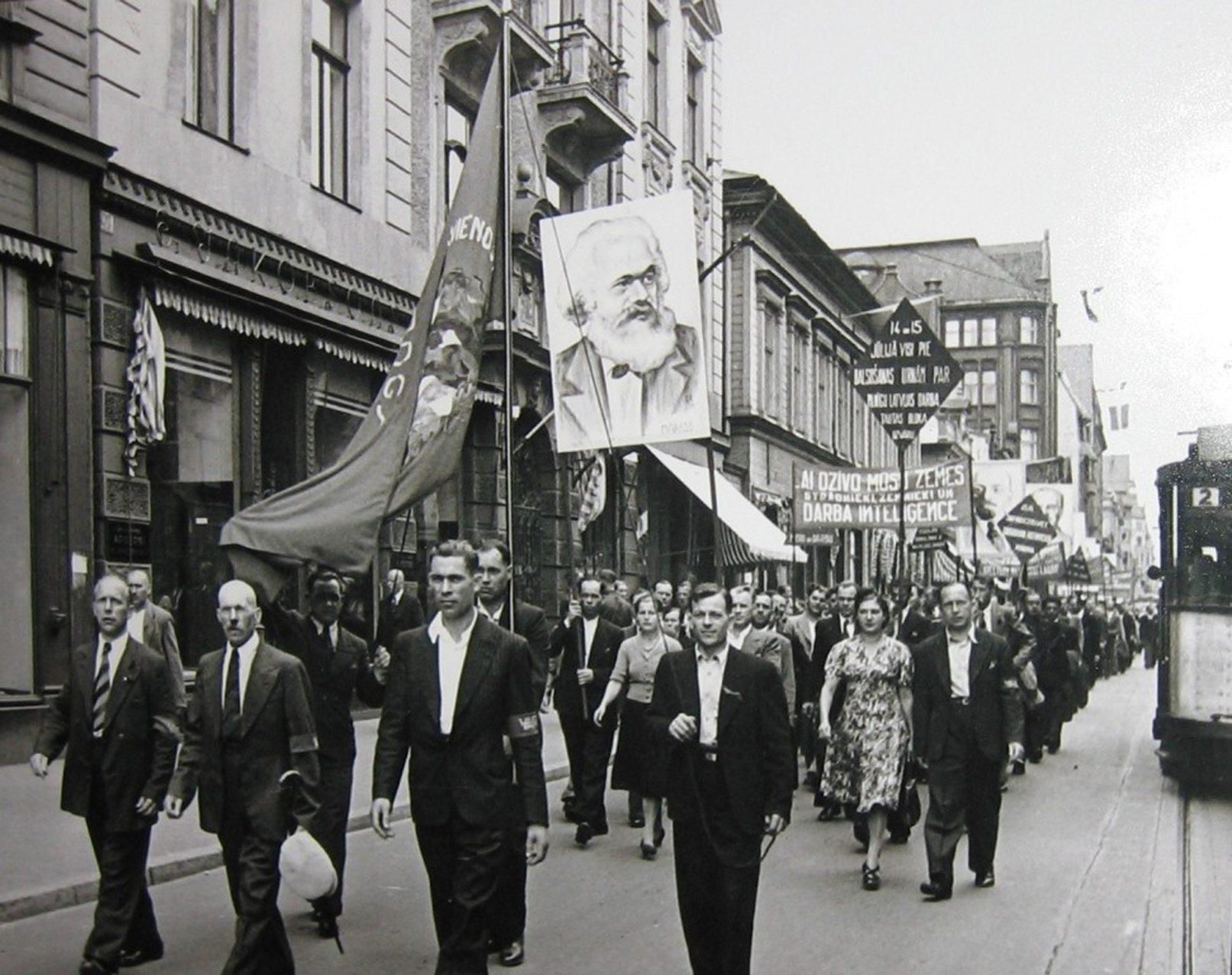
Dimostranti filo-comunisti a Riga nel 1940 dopo l'occupazione sovietica di giugno

Il 23 agosto 1939, la Germania di Adolf Hitler e l'URSS di Iosif Stalin firmarono un accordo di non aggressione, noto come Patto Molotov-Ribbentrop, che conteneva un protocollo segreto (svelato solo nel 1945, ai paesi baltici nel 1990), che ripartiva l'Europa orientale in sfere di influenza: la Lettonia venne assegnata alla potenza sovietica. A seguito di un ultimatum sovietico nell'ottobre 1939, Ulmanis dovette firmare un Trattato di mutua assistenza e autorizzare l'installazione di basi militari sovietiche in Lettonia.
L'apparente capacità della Finlandia di sfuggire alla prospettiva di essere inglobata totalmente dopo la Guerra d'inverno conferì un infondato senso di sicurezza alla fine del 1939 al governo lettone. Quattro mesi prima dell'arrivo delle truppe sovietiche in Lettonia, Vilhelms Munters, rivolgendosi al pubblico presso l'Università della Lettonia il 12 febbraio 1940, dichiarò: "Abbiamo tutte le ragioni per descrivere le relazioni esistenti tra Lettonia e Unione Sovietica come molto soddisfacenti. Ci sono persone che diranno che queste condizioni favorevoli sono solo di natura temporanea e che prima o poi dovremo fare i conti con la pressione politica interna e politica estera da parte dell'Unione Sovietica. Le basi su cui si fondano queste profezie sono oscure ai profeti stessi. L'esperienza del nostro governo certamente non giustifica tali presagi".
Prima che la Guerra di continuazione si aprisse di lì a poco tra Russia e Finlandia, fu circa un mese dopo le dichiarazioni positive di Munters che Vjačeslav Michajlovič Molotov, esprimendosi il 25 marzo 1940, annunciò apertamente le intenzioni sovietiche di annettere gli Stati baltici, affermando: "(...) l'esecuzione dei patti è progredita in maniera soddisfacente e ha creato condizioni favorevoli per un ulteriore rafforzamento delle relazioni tra la Russia sovietica e questi Stati". Leggendo tra le righe, gli storici concordano nel ritenere che il progetto di acquisizione sovietico definitivo era già partito.
Nel marzo e nell'aprile 1940, subito dopo il discorso di Molotov, la stampa sovietica iniziò ad attaccare il governo lettone. Successivamente, l'NKVD orchestrò una serie di scioperi a Riga e Liepāja. Fallendo nel tentativo di organizzare uno sciopero generale, i sovietici asserirono che tali eventi sociali fossero "irresponsabili e rovinano le relazioni di buon vicinato".
Il 17 giugno 1940, la Lettonia fu completamente occupata dall'Unione Sovietica. Invece di intraprendere una guerra impossibile da vincere, a maggior ragione dopo che la Lituania aveva accettato un ultimatum qualche giorno prima, Ulmanis ordinò ai lettoni di non resistere militarmente all'Armata Rossa, affermando nel suo discorso radiofonico: "Come io rimarrò al mio posto, tu cittadino rimarrai al tuo". Durante il mese successivo, Ulmanis collaborò con i sovietici e si dimise da primo ministro tre giorni dopo il colpo di Stato nominando un esecutivo di sinistra guidato da Augusts Kirhenšteins, di fatto eletto dall'ambasciata sovietica. Il 14 e il 15 luglio si tennero elezioni truccate in Lettonia e negli altri Stati baltici, essendo autorizzato a partecipare solo un elenco di candidati pre-approvato per le elezioni del "Parlamento del popolo". Il presunto indice di affluenza fu del 97,6%. I risultati completi delle elezioni furono pubblicati a Mosca 12 ore prima della chiusura delle elezioni. Documenti elettorali sovietici trovati in seguito dimostrano che i risultati erano stati già decisi a tavolino. Si istituirono sin da subito tribunali speciali per punire "i traditori del popolo", ovvero coloro che non avevano rispettato il "dovere politico" di votare il Partito Comunista di Lettonia.
Il 21 luglio 1940 il Saeima artificialmente costruito si riunì per la prima volta con un solo ordine del giorno: presentare una petizione per entrare nell'Unione Sovietica (la considerazione di tale proposta era stata negata durante le elezioni). Nonostante questa fu effettivamente presentata, essa risultava illegale ai sensi della Costituzione lettone ancora in vigore, la quale richiedeva un referendum per l'approvazione di tale azione e una maggioranza di due terzi dei votanti. Ulmanis fu costretto a dimettersi. Pur avendo chiesto il permesso di trasferirsi in Svizzera, Ulmanis non fu assecondato e, il 22 luglio 1940, Ulmanis fu deportato in Unione Sovietica, dove morì come prigioniero nell'odierno Turkmenistan nel 1942. La neonata Repubblica Socialista Sovietica Lettone soppiantò a quel punto del tutto lo Stato precedente per poi essere assorbita all'URSS il 5 agosto 1940.

## Contese sulla demarcazione

Mutamenti territoriali dei paesi baltici avvenuti tra il 1939 e il 1945. In rosso i territori ceduti dalla Lettonia all'URSS

Il Trattato di Riga del 1920 permise di porre un freno alle contese relative al confine. Dopo il 1944, parti del distretto di Abrene furono annesse alla Russia divenendo quella che oggi è la Pytalovskij rajon. La Lettonia ha rinunciato a tutte le rivendicazioni legali su queste terre nel 2007.
Durante il 1919, l'Estonia fornì assistenza militare alla Lettonia a condizione che alcune delle sue rivendicazioni territoriali sulla sezione settentrionale lettone fossero soddisfatte. Tale proposta fu respinta da Riga e Tallinn ritirò il suo sostegno: le rivendicazioni estoni riguardavano il distretto di Valka, Ape, Veclaicene, Ipiķi e Lode. Il 22 marzo 1920, l'Estonia e la Lettonia accettarono una commissione per gli insediamenti guidata dal colonnello britannico Stephen Tallents. La Lettonia preservò il territorio della diocesi di Ainaži e la maggior parte delle altre terre contese, ma perse la maggior parte della città di Valka (ora Valga). La questione dell'Isola di Ruhnu nel Golfo di Riga, abitata da svedesi etnici, è stata lasciata alla decisione di entrambi i paesi. La Lettonia alla fine rinunciò a tutte le rivendicazioni sul luogo dopo aver firmato un'alleanza militare con l'Estonia il 1º novembre 1923.
La Lettonia proponeva di mantenere invariato il confine meridionale o l'ex governatorato di Curlandia con la Lituania, ma i lituani volevano l'accesso al mare, poiché in quel momento non controllavano la regione di Klaipėda. Nel settembre 1919, durante l'attacco ai sovietici, l'esercito lituano occupò gran parte del comune di Ilūkste e minacciò di spingersi fino a Daugavpils. Tra la fine di agosto e l'inizio di settembre 1920, l'esercito lettone scacciò i lituani. I lituani furono indeboliti dall'Ammutinamento di Żeligowski e non proseguirono oltre nella contesa. Il 25 settembre 1920, la Lettonia e la Lituania decisero di partecipare a un comitato di arbitrato internazionale guidato da James Young Simpson per risolvere questa controversia: nel marzo 1921, la Lituania ricevette la città portuale di Palanga, il villaggio di Šventoji, porzioni del comune di Rucava e lo snodo ferroviario Mažeikiai sulla linea ferroviaria Riga-Jelgava-Liepāja, comportando per la Lettonia la necessità di disegnare una nuova tratta. La Lettonia ricevette dal canto suo la città di Aknīste e alcuni insediamenti nel circondario, la diocesi di Ukri e il comune di Bauska. La Lettonia cedette 283,3 km² ricevendone 290 e circa 16 000-20 000 persone di etnia lettone divennero cittadini lituani.
Come risultato della Guerra polacco-sovietica, la Polonia si assicurò un confine di 105 km con la Lettonia. Nel luglio 1919, la Polonia annunciò l'annessione di tutte le terre a sud di Daugavpils e la sua inclusione nel distretto di Braslaw (oggi Bielorussia). La Lettonia non poté recriminare, considerando che necessitava ancora dell'ausilio militare polacco per la battaglia decisiva di Daugavpils contro i sovietici. Il problema fu risolto da un seguente attacco sovietico alla Polonia e, successivamente, dalla contesa polacco-lituana su Vilna e il circondario. Durante l'attacco sovietico nel luglio 1920, le forze polacche si ritirarono da quest'area, successivamente occupata dalle forze lettoni. Dopo l'Ammutinamento di Żeligowski, la Polonia voleva intrattenere buone relazioni diplomatiche con la Lettonia e non sollevò alcuna seria rivendicazione territoriale. A suggellare definitivamente la risoluzione delle controversie fu un trattato firmato nel febbraio del 1929 tra Lettonia e Polonia. Vi era contenuto un protocollo segreto relativo al risarcimento da assegnare ai proprietari terrieri polacchi per le proprietà perdute. Nel 1937, la Lettonia aveva pagato l'importo totale stimato in 5 milioni di dollari.

## Relazioni estere

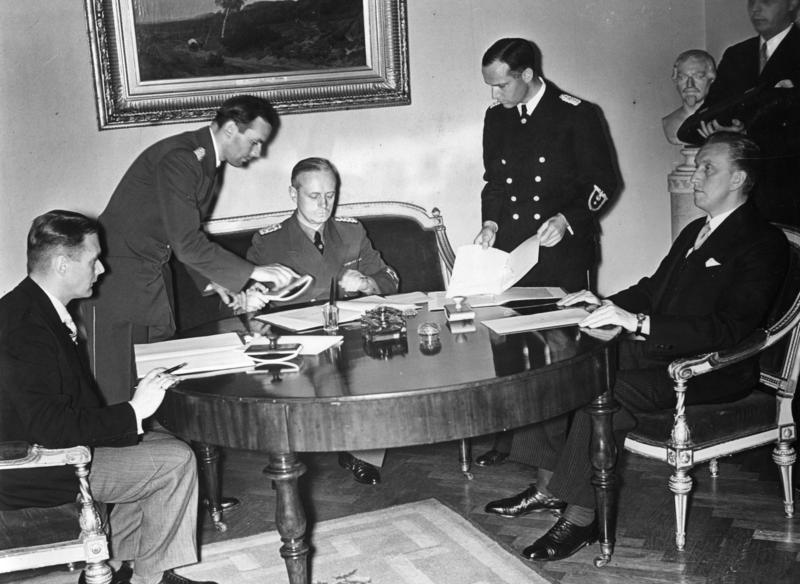
Firma del patto di non aggressione tedesco-lettone e tedesco-estone. A partire da sinistra: Vilhelms Munters, Ministro degli Affari Esteri lettone; Joachim von Ribbentrop, controparte tedesca; Karl Selter, controparte estone

I primi obiettivi di politica estera riguardarono il garantire la pace con la Russia e la Germania e poi gli scambi economici, ottenere il riconoscimento internazionale e aderire alla Società delle Nazioni. Tutto questo avvenne grazie agli sforzi di Zigfrīds Anna Meierovicss la speranza di costituire un'unione dei paesi sul Baltico (Polonia, Lituania, Lettonia, Estonia, Finlandia) svanì dopo il 1922. Successivamente, la Lettonia fu il più energico difensore dell'unità baltica e dell'Intesa baltica. Il 1º novembre 1923, Lettonia ed Estonia firmarono un'alleanza militare, seguita da alcuni accordi commerciali. Nel 1928 furono aperte 21 ambasciate straniere e 45 consolati in Lettonia, alcuni dei quali situati nelle importanti città portuali di Liepāja e Ventspils.
La Lettonia acquisì gli edifici delle ambasciate a Berlino (1922), Tallinn, Varsavia (1923), Londra (1925), Parigi (1927) e Ginevra (1938).
Nell'ottobre 1936, la Lettonia fu eletta come membro non permanente del Consiglio della Società delle Nazioni e mantenne questa posizione per un triennio. Nel 1935 l'ambasciata di Washington fu riaperta e, in seguito, servì come centro importante per il servizio diplomatico lettone durante i cinquant'anni di occupazione sovietica.
Dopo che l'Accordo di Monaco dimostrò il fallimento del sistema di sicurezza collettiva, la Lettonia il 13 dicembre 1938 si proclamò neutrale. Il 28 marzo 1939 l'Unione Sovietica, senza aver intavolato alcuna discussione, annunciò di essere interessata a mantenere e difendere l'indipendenza della Lettonia. Il 7 giugno 1939, la Lettonia e la Germania firmarono un Trattato di non aggressione.

## Economia

### Periodo democratico

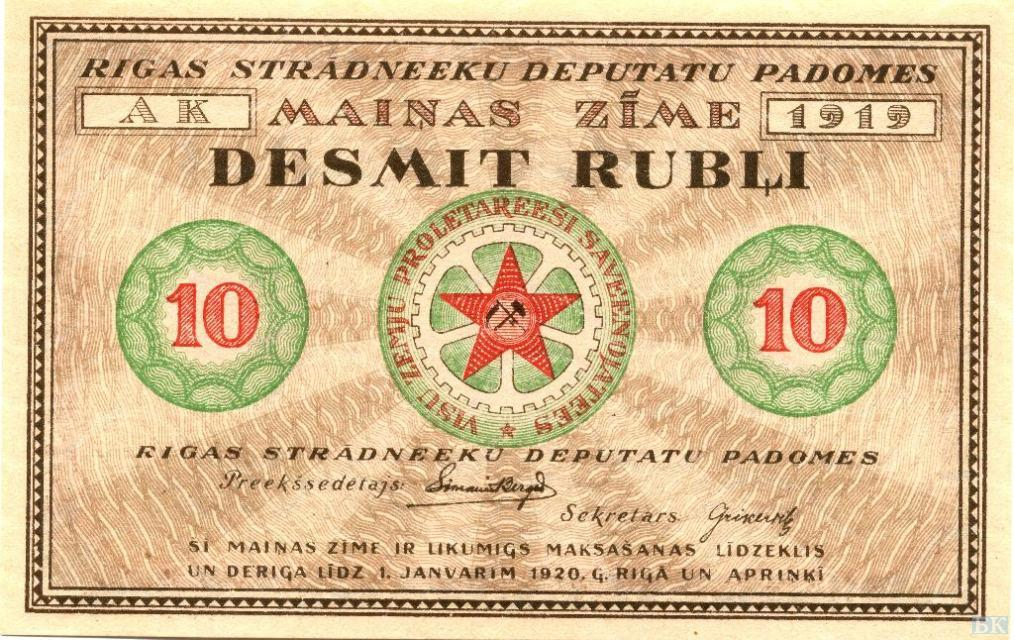
10 rubli lettoni del 1919

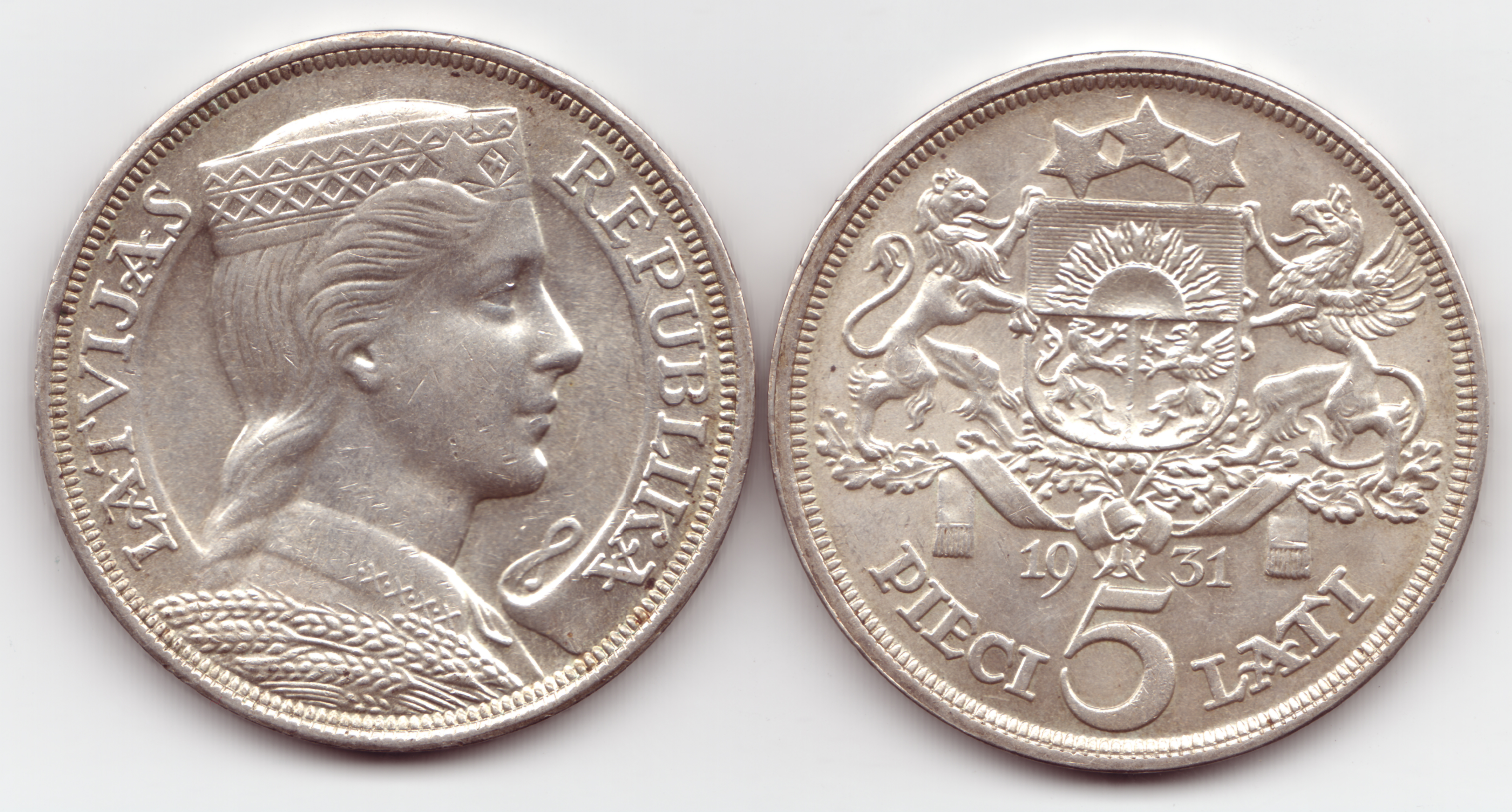
10 lats lettoni del 1931

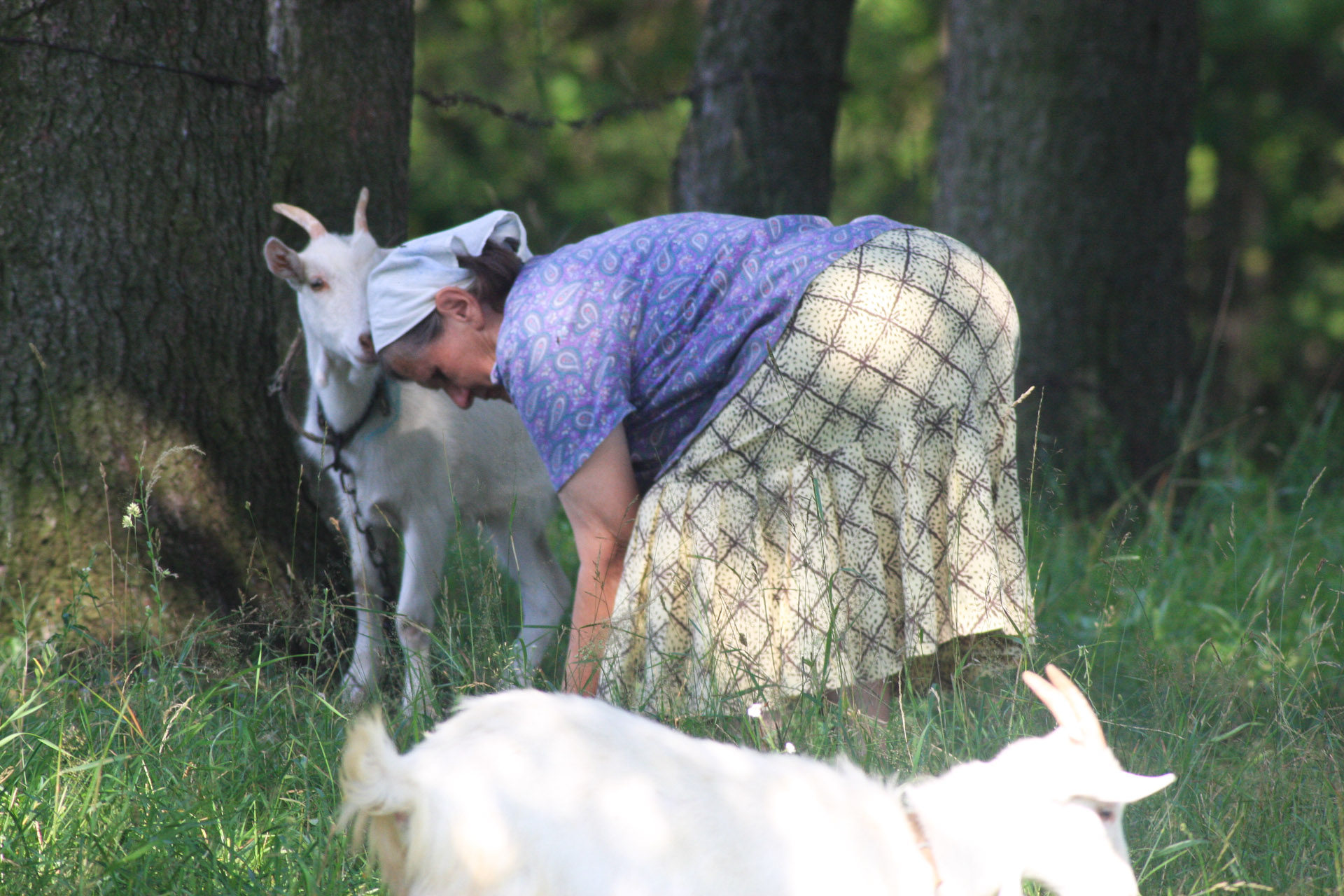
Allevamento di capre in una fattoria della Lettonia odierna. L'industria casearia rappresentò un importante settore economico già nel periodo interbellico

Il nuovo stato dovette affrontare due problemi principali: il ripristino degli impianti industriali, in particolare a Riga, e l'attuazione di una riforma agraria che avrebbe trasferito la maggior parte della terra dai nobili tedeschi ai contadini lettoni. L'Assemblea Costituente del 1920 approvò la legge di riforma agraria, che espropriò le terre ai latifondisti: spesso si procedette a ridistribuzioni gratuite ai nullatenenti. Nel 1897, il 61,2% della popolazione rurale era senza terra, mentre nel 1936, il numero scese al 18%. La percentuale di terreno coltivato sul suolo lettone superò il livello prebellico nel 1923.
Prima della Grande Guerra, circa il 2% dei latifondisti possedeva il 53% della terra in Curlandia e Livonia, in Letgallia il 38. La legge di riforma agraria del 16 settembre 1920 creò un fondo statale che assunse il 61% della proprietà di ogni particella del suolo lettone. I nobili tedeschi rimasero con non più di 50 ettari di terreno e ciò compromise il loro sistema basato sulle residenze nei manieri. Molti di loro vendettero i loro beni e decisero di fare rientro in Germania: gli edifici abbandonati finirono per diventare scuole, strutture amministrative o ospedali. La terra distribuita diede luogo a una nuova classe di piccoli agricoltori: i più di 54 000 Jaunsaimnieki (Nuovi Agricoltori), con una dimensione media di 17,1 ettari, divetterò in genere costruire le loro fattorie da zero. A causa delle piccole dimensioni e dei prezzi sfavorevoli del grano, si preferì concentrarsi sulla produzione di latte. Anche burro, pancetta e uova divennero nuove leve di esportazione, allo stesso modo del lino e del legname, ottenuto dalle foreste in precedenza parte del demanio.
Il 27 marzo 1919, i rubli lettoni furono introdotti a un tasso di cambio pari a 1 ostruble, 2 marchi tedeschi e 1,5 rubli. Il 18 marzo 1920, i rubli lettoni divennero l'unica moneta a corso legale. Per via dell'elevata inflazione, la nuova valuta venne introdotta a un tasso compreso tra 1 lats e 50 rubli. Nel 1923 fu fondata la Banca di Lettonia e nel 1925 sostituì i rubli furono rimpiazzati con il lats: tra il 1923 e il 1930 il bilancio dello Stato fu in attivo. In media, il 25,5% delle spese andava alla difesa, l'11,2% all'istruzione e il 23,4% a progetti di investimento di capitali. Circa il 15% del reddito derivava dal monopolio industriale statale.
La riforma dell'industria risultò più complicata. Prima del 1914, l'80% della produzione industriale era destinata ai mercati interni dell'Impero russo. L'accordo commerciale con l'Unione Sovietica fu firmato nel 1927, ma non si tradusse in grandi volumi di scambi. Alla fine degli anni 1920, i maggiori mercati di esportazione della Lettonia erano la Germania (35,6%), il Regno Unito (20,8%), la Francia, il Belgio e i Paesi Bassi (22,9%). La Lettonia dovette importare quasi tutti i moderni macchinari e combustibili. Nel 1929, la Lettonia contava tre banche statali, 19 banche private, 605 unioni di credito e molte altre cooperative di mutuo credito.
La Grande depressione interessò la Lettonia solo a metà degli anni 1930: le esportazioni decrebbero e le importazioni andarono incontro a forti restrizioni, al fine di salvare le riserve di valuta estera. Lo zucchero e la pancetta furono monopolizzati e, per evitare il crollo delle banche, tra il 31 luglio 1931 e il 1º settembre 1933, entrò in vigore un provvedimento che vietava il ritiro settimanale di oltre il 5% del deposito totale. La disoccupazione industriale raggiunse il picco nel gennaio 1932, mentre il reddito nazionale crollò da 600 lati pro capite nel 1930 a 390 nel 1932.
Crollati gli scambi internazionali, si tentò di raggiungere intese bilaterali con Francia e Germania nel 1932, nel 1934 con il Regno Unito e nel 1935 con Svezia, Estonia e Lituania. La ripresa economica iniziò nel 1933, quando la produzione aumentò del 30%: il deficit del bilancio statale si ridusse da 24,2 milioni di lati nel 1931/1932 a 7,8 milioni nel bilancio 1933/1934.

### Regime di Ulmanis
Come in politica, in economia, il regime di Ulmanis si interessò nell'incrementare il controllo statale e riforme incisive. Tra il 1934 e il 1936 furono istituite tre camere per tre diversi ambiti (agricoltura, artigianato e lavoro). Lo Stato sostenne gli agricoltori in bancarotta rinviando le aste di fallimento e rifinanziando il debito a un tasso inferiore. Il 29 maggio 1934, tredici giorni dopo il colpo di Stato, il governo assunse la gestione delle società cooperative e delle associazioni: l'industria lattiero-casearia fu nazionalizzata.
Il 9 aprile 1935 fu creata una banca di credito lettone controllata dallo Stato che ridusse il ruolo del capitale straniero creando molti monopoli industriali e società per azioni di proprietà statale. Acquisti e liquidazioni di società straniere, baltiche tedesche ed ebree diventarono la norma, preferendosi al principio della concorrenza la scelta di nazionalizzare in un'ottica dirigista. Nel 1939, nacquero 38 società di proprietà statale.
Dopo che i paesi occidentali abbandonarono il sistema gold standard, i lati lettoni furono "ancorati" alla sterlina britannica nel settembre 1936 e la svalutazione rafforzò le esportazioni lettoni. Nel 1939, dopo un gran numero di esportazioni il quale interessò soprattutto il settore primario, la Lettonia divenne il paese baltico più ricco, con un PIL pro capite superiore a quello della Finlandia o dell'Austria. Tuttavia, la brusca frenata dovuta alla crisi del 1929 si fece ancora sentire in alcuni settori anche quando Ulmanis si insediò al potere nel 1934.
Dopo l'inizio della Seconda guerra mondiale, la Lettonia ribadì la sua totale neutralità, restando a quel punto completamente tagliata fuori dal mercato del Regno Unito, poiché la Germania aveva bloccato il Mar Baltico. Politiche di austerità furono introdotte il 3 settembre 1939, appena due giorni dopo l'Invasione della Polonia. Sebbene politicamente disastroso, quando il 5 ottobre 1939 fu firmato il Trattato di mutua assistenza sovietico-lettone nacquero nuove opportunità di esportazione e importazione; il 18 ottobre 1939 vide la luce un nuovo accordo commerciale con Mosca. La Lettonia esportò i suoi prodotti alimentari in cambio di petrolio, carburante e prodotti chimici. Il 15 dicembre 1939 fu sottoscritto un nuovo accordo commerciale anche con la Germania nazista.
Gli agricoltori lettoni dipendevano tradizionalmente dai lavoratori stagionali provenienti dalla Polonia: la situazione mutò con la guerra e, nella primavera del 1940, nuove norme introdussero il servizio di lavoro obbligatorio per dipendenti statali, insegnanti e universitari.

### Esplicative
1. ↑  Durante la guerra d'indipendenza, Riga fu occupata dal regime sovietico: il governo provvisorio lettone mantenne temporaneamente il suo quartier generale a Liepāja, sebbene Riga restava la capitale de iure.

### Bibliografiche
1. ↑  (EN) M. Epstein, The Statesman's Year-Book: Statistical and Historical Annual of the States of the World for the Year 1937, Springer, 2016,  p. 117, ISBN 978-02-30-27066-4.
2. ↑  (EN) Suzanne Pourchier-Plasseraud, Arts and a Nation, BRILL, 2015,  p. 169, ISBN 978-90-04-30028-6.
3. ↑  (EN) Nigel Thomas e Toomas Boltowsky, Armies of the Baltic Independence Wars 1918–20, Bloomsbury Publishing, 2019,  p. 8, ISBN 978-14-72-83079-1.
4. 1 2 3  (EN) Nick Baron e Peter Gatrell, Homelands: War, Population and Statehood in Eastern Europe and Russia, 1918-1924, Anthem Press, 2004,  p. 39, ISBN 978-08-57-28744-1.
5. 1 2 3 4 5 6 7 8  Kalnins, pp. 108-109.
6. 1 2  Purs e Plakans, p. 156.
7. ↑  (EN) Past: Special Issue on the History of Estonia, National Archives, 2009,  p. 134.
8. 1 2 3  (EN) Jānis Šiliņš, Three facts about Latvian Riflemen taking Petrograd in December 1917, su lsm.lv, 11 dicembre 2017. URL consultato il 4 ottobre 2020.
9. 1 2  (EN) John Hiden, The Baltic States and Weimar Ostpolitik, Cambridge University Press, 2002,  p. 11, ISBN 978-05-21-89325-1.
10. 1 2  (EN) Steve Dunn, Battle in the Baltic: The Royal Navy and the Fight to Save Estonia and Latvia, 1918–1920, Seaforth Publishing, 2020,  p. 54, ISBN 978-15-26-74276-6.
11. 1 2 3 4 5 6  (EN) Aivars Stranga, Communist dictatorship in Latvia: December 1918 – January 1920 (PDF), BRILL, 2008,  pp. 1-18.
12. ↑  (EN) Witold Maciejewski, The Baltic Sea Region: Cultures, Politics, Societies, Baltic University Press, 2002,  p. 80, ISBN 978-91-97-35798-2.
13. ↑  (EN) Andres Kasekamp, A History of the Baltic States, Macmillan International Higher Education, 2017,  p. 95, ISBN 978-11-37-57366-7.
14. 1 2  (EN) Ineta Tāre, Labour Law in Latvia, 3ª ed., Kluwer Law International B.V., 2020,  p. 40, ISBN 978-94-03-52293-7.
15. ↑  (EN) U.S.-Baltic Relations: "Celebrating 85 Years of Friendship", su state.gov. URL consultato il 26 marzo 2020.
16. ↑  (EN) Isaiah Bowman e G.M. Wrigley, Geographical Review, vol. 14, American Geographical Society, 1924,  p. 143.
17. ↑  (EN) Augustinas Žemaitis, History of Riga, su onlatvia.com. URL consultato il 28 settembre 2020.
18. 1 2 3  Plakans, p. 127.
19. 1 2  Purs e Plakans, p. 24.
20. ↑  (EN) Janusz Bugajski, Political Parties of Eastern Europe: A Guide to Politics in the Post-communist Era, Routledge, 2020,  p. 154, ISBN 978-10-00-16135-9.
21. ↑  (EN) Valdis O. Lumans, Latvia in World War II, Fordham Univ Press, 2006,  p. 26, ISBN 978-08-23-22627-6.
22. ↑   Raimonds Cerūzis, Referendum in Lettonia nel periodo tra le due guerre negli anni '20 e '30 [collegamento interrotto], su cvk.lv. URL consultato il 4 ottobre 2020.
23. ↑  (EN) Juris Dreifelds, Latvia in Transition, Cambridge University Press, 1996,  p. 30, ISBN 978-05-21-55537-1.
24. ↑  (EN) Armin von Bogdandy, Peter Huber e Christoph Grabenwarter, The Max Planck Handbooks in European Public Law, Oxford University Press, 2020,  p. 507, ISBN 978-01-91-03985-0.
25. ↑  (LV) Jānis Klētnieks, Theses historiae scientiarium Baltica, Associetas Historiae Scentiarum [sic] Latviensis, 1996,  p. 167.
26. 1 2 3   Il colpo di stato di Kārlis Ulmanis: quando la Lettonia diventò un regime autoritario (15 maggio 1934), su wordpress.com. URL consultato il 4 ottobre 2020.
27. ↑  (EN) Jewish Daily Bullettin Latvia (PDF), su jta.org. URL consultato il 4 ottobre 2020.
28. ↑  (EN) Aldis Purs, The Price of Free Lunches: Making the Frontier Latvian in the Interwar Years (PDF), su ethnopolitics.org, vol. 1, n. 4, giugno 2002. URL consultato il 5 ottobre 2020 (archiviato dall'url originale il 4 marzo 2016).
29. ↑  (EN) Deniss Hanovs e Valdis Tēraudkalns, Ultimate Freedom – No Choice: The Culture of Authoritarianism in Latvia, 1934–1940, BRILL, 2013,  p. 114, ISBN 978-90-04-24464-1.
30. ↑  (EN) Michael H. Clemmesen e Marcus S. Faulkner, Northern European Overture to War, 1939-1941, BRILL, 2013,  p. 240, ISBN 978-90-04-24909-7.
31. ↑  (EN) Arveds Švābe, The Story of Latvia and Her Neighbours, Scottish League for European Freedom, 1947,  p. 41.
32. ↑  (EN) Wojciech Roszkowski e Jan Kofman, Biographical Dictionary of Central and Eastern Europe in the Twentieth Century, Routledge, 2016,  p. 1964, ISBN 978-13-17-47593-4.
33. ↑  (EN) Juris Veidemanis, Social Change: Major Value Systems of Latvians at Home, as Refugees, and as Immigrants, vol. 1, Museum of Anthropology, University of Northern Colorado, 1982,  p. 63.
34. ↑  (EN) Charles F. Furtado e Andrea Chandler, Perestroika In The Soviet Republics, Routledge, 2019,  pp. 148-149, ISBN 978-10-00-31559-2.
35. 1 2  (EN) George Ginsburgs, Roger Stenson Clark, Ferdinand Joseph Maria Feldbrugge e Stanisław Pomorski, International and National Law in Russia and Eastern Europe, Martinus Nijhoff Publishers, 2001,  p. 257, ISBN 978-90-41-11654-3.
36. ↑  (EN) Thomas Balkelis, Narratives of Exile and Identity: Soviet DeportationMemoirs from the Baltic states, Central European University Press, 2018,  p. 89 (nota 8), ISBN 978-96-33-86183-7.
37. ↑  (EN) John Hiden, Vahur Made e David J. Smith, The Baltic Question During the Cold War, Routledge, 2008,  p. 43, ISBN 978-11-34-19730-9.
38. 1 2  Purs e Plakans, p. 21.
39. 1 2  (EN) Klaus Richter, Fragmentation in East Central Europe: Poland and the Baltics, 1915-1929, Oxford University Press, 2020,  p. 126, ISBN 978-01-92-58163-1.
40. ↑  (EN) Alexander Lott, The Estonian Straits: Exceptions to the Strait Regime of Innocent or Transit Passage, BRILL, 2018,  p. 82, ISBN 978-90-04-36504-9.
41. 1 2   Ēriks Jēkabsons, Formazione del confine lettone-lituano, su tvnet.lv, 16 giugno 2006. URL consultato il 4 ottobre 2020.
42. 1 2  (EN) History of Polish-Latvian relations, su mfa.gov.lv, 29 marzo 2018. URL consultato il 4 ottobre 2020.
43. 1 2 3  (EN) Max M. Laserson, The Recognition of Latvia, in The American Journal of International Law, vol. 37, n. 2, aprile 1943,  pp. 233-247.
44. 1 2 3 4 5 6  Kalnins, pp. 125-130.
45. 1 2 3 4 5 6  (EN) Economic history, su latvia.eu. URL consultato il 4 ottobre 2020.
46. 1 2 3 4 5 6 7 8  Karnups, pp. 26-41.
47. 1 2 3 4 5  (EN) Viestuls Pauls Karnups, Latvia and Hitler's Germany: economic relations 1933–1940 (PDF), su apgads.lu.lv. URL consultato il 4 ottobre 2020.
48. 1 2 3 4  (EN) Jordan Kuck, Renewed Latvia. A Case Study of the Transnational Fascism Model, 2, cap. 2, BRILL, 1º gennaio 2023,  pp. 183-204.
49. 1 2 3 4  (EN) Leva Zake, Authoritarianism and political ideas of Latvian Nationalist intellectuals, in Journal of Baltic Studies, vol. 38, n. 3, settembre 2007,  pp. 291-315.
50. ↑  (EN) Will Mawhood, What became of Latvia's left?, su openDemocracy, 18 dicembre 2017. URL consultato il 4 ottobre 2020.